# Irene Adams
Katherine Patricia Irene Adams, Baroness Adams of Craigielea (* 27. Dezember 1947) ist eine britische Politikerin und Mitglied des House of Lords.
Sie wurde 1970 Mitglied des Stadtrates (Town Council) von Paisley in Renfrewshire und 1972 Friedensrichterin (Justice of the Peace).
1968 heiratete sie Allender Steele Adams (1946–1990), der von 1979 bis 1990 Abgeordneter der Labour Party im House of Commons war. Sie hat mit ihm einen Sohn und zwei Töchter.
Als ihr Ehemann 1990 an einer Hirnblutung starb, trat sie bei der Nachwahl in dessen Wahlkreis Paisley North an und wurde selbst ins House of Commons gewählt. Sie ist Mitglied der Labour Party und zählt dort zum linken Flügel. Zur Unterhauswahl 2005 trat sie nicht mehr an und wurde stattdessen am 28. Juni 2005 als Baroness Adams of Craigielea, of Craigielea in Renfrewshire, zur Life Peeress erhoben und damit Mitglied des House of Lords. Dort nimmt sie regelmäßig an Abstimmungen teil.